# Quedlinburger Sattel
Der Quedlinburger Sattel ist eine geologische Antiklinal-Struktur in Sachsen-Anhalt.

## Geografie
Der etwa 30 km lange und 3 bis 5 km breite, herzynisch streichende Quedlinburger Sattel erstreckt sich heute als Luftsattel von Langenstein im Nordwesten über Quedlinburg  bis nach Badeborn im Südosten (Landkreis Harz in Sachsen-Anhalt). Der aus wenig verwitterungsbeständigen Gesteinen bestehende Sattelkern ist im Laufe der Erdgeschichte erodiert worden und bildet heute eine morphologische Senke, in der heute die Altstadt von Quedlinburg gelegen ist. Die widerstandsfähigere unterkretazischen Sandsteine bilden die Sattelflanken. Zur Struktur gehören der Hoppelberg und die Thekenberge sowie südöstlich von Quedlinburg  die Seweckenberge und der Ruhmberg. Die nördliche Sattelflanke wird im Bereich von Quedlinburg durch die Hamwarte gebildet. Die Erhebungen an den Sattelflanken bildeten im Harzvorland wichtige strategische Punkte, wie der heutige Schlossberg.  Hier ließ Heinrich I. eine Königspfalz errichten.

## Geologische Entwicklung

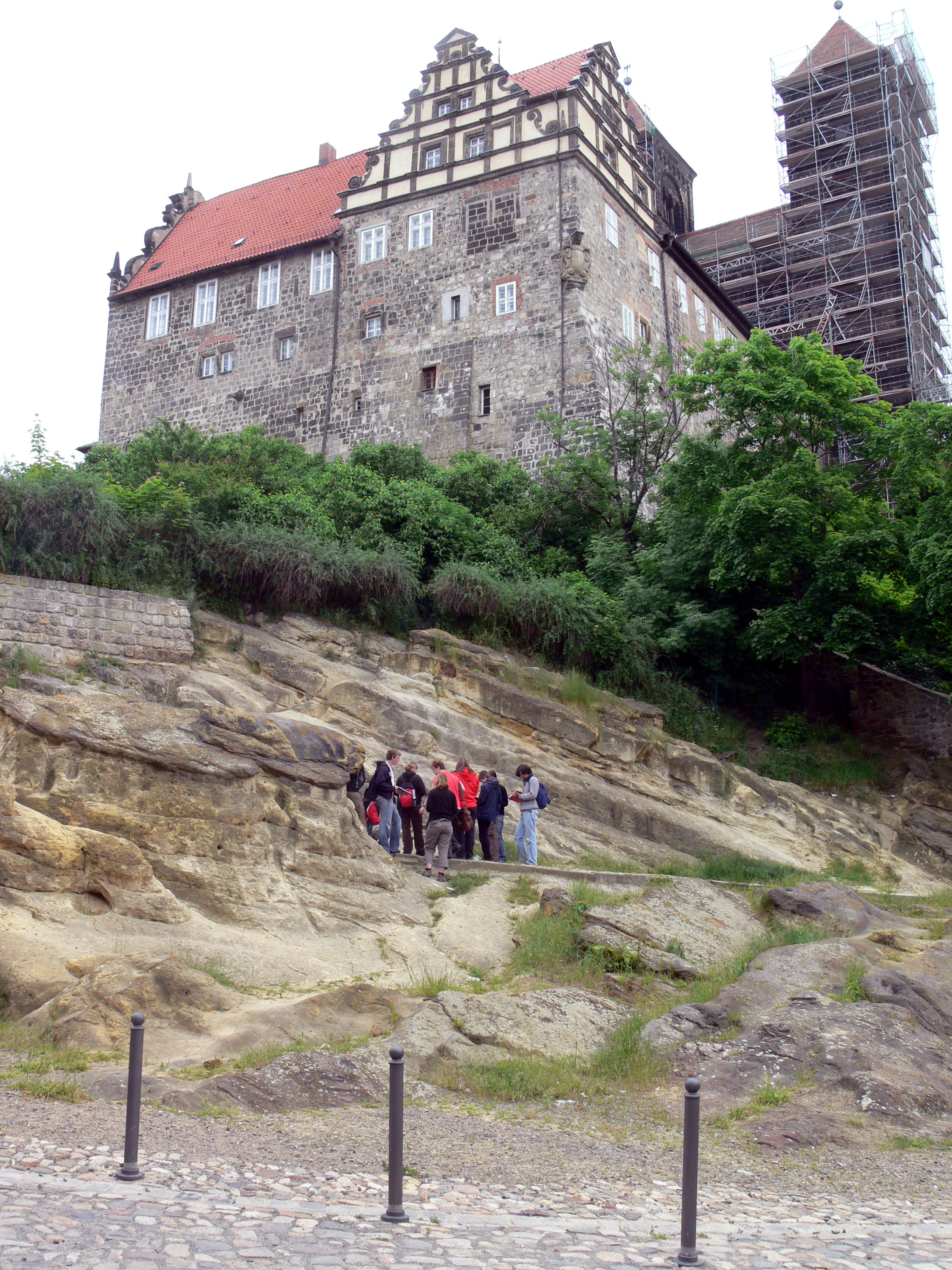
Nach Südwesten einfallende Unterkreide-Sandsteine an der südlichen Sattelflanke am Schlossberg

Regionalgeologisch betrachtet, gehört der Quedlinburger Sattel zu den Salinarstrukturen des Subherzynen Beckens, der sich vom nördlichen Harzrand bis zum Flechtinger Höhenzug erstreckt. Hier wurden Sedimente des Perms bis Quartär abgelagert. Während der saxonischen Bruchschollenbildung, die bereits vor 190 Mio. Jahren mit Bewegungen einsetzte, wurde der Harz als Grundgebirgsscholle herausgehoben und dabei an der Harznordrandverwerfung auf das nördliche Vorland aufgeschoben. Durch die Fließfähigkeit des Zechstein-Salzes im Untergrund des Subherzynen Beckens infolge der Gebirgsauflast kam es zur Bildung von Salzkissen und Salzstöcken. Dabei wurden die das Salz überlagernden Schichten aufgewölbt und es bildeten sich schmale Sattelzonen und breite Muldenzonen. Durch die weiteren Bewegungen des Salzes im Untergrund zerbrach zum Teil der Gesteinsverband an Störungen und Überschiebungen.
Der Quedlinburger Sattel wird als schmale Sattelstruktur im Nordosten durch die breite Halberstädter Mulde begrenzt, im Südwesten ist der Sattel an der Westerhausener Störung auf die Blankenheimer Mulde aufgeschoben. Die ältesten Gesteine aus dem Keuper und dem Jura sind im Sattelkern aufgeschlossen. Aufgrund ihrer geringen Verwitterungsresistens sind sie erodiert worden, so dass sich morphologisch eine Muldenstruktur gebildet hat.  Die Sattelflanken werden dagegen durch härte, zum Teil quarzitische Sandsteine gebildet, in die wie zum Beispiel am Schlossberg dünne Lagen von oolitischen Eisenerzen eingelagert sind. Sie bilden das zeitliche Äquivalent der bei Salzgitter und Peine abgebauten Eisenerzlager.

## Belege
1. ↑  Gerald Patzelt: Sammlung geologischer Führer. Band 96, Nördliches Harzvorland (Subherzyn), östlicher Teil. Gebrüder Bornträger, Berlin 2003, ISBN 3-443-15079-9.
2. ↑  Quedlinburger Sattel auf harzregion.de, abgerufen am 18. Februar 2014.
3. ↑  Friedhart Knolle, Béatrice Oesterreich, Rainer Schulz, Volker Wrede: Der Harz – Geologische Exkursionen, Julius Perthes, Gotha 1997, ISBN 3-623-00659-9, S. 12ff.
4. ↑  Geopark – Schlossberg Quedlinburg (Memento vom 22. Februar 2014 im Internet Archive) auf harzregion.de, abgerufen am 18. Februar 2014.

Koordinaten: 51° 47′ 9,8″ N, 11° 8′ 13,7″ O